# Lago Block
El Lago Block (en inglés: Block Lake) es un lago en el Valle Karrakatta en el noroeste de Husvik, en la isla San Pedro del archipiélago de las islas Georgias del Sur. El lago sirvió como un depósito de la vieja estación de caza de ballenas de Husvik. Fue nombrado en 1990 por el Comité de Topónimos Antárticos del Reino Unido en honor a William C. Block, zoólogo de especies invertebradas, cabeza del British Antarctic Survey desde 1976, quien trabajó muchos veranos en la isla San Pedro.